# Potamomyces
Potamomyces — рід грибів. Назва вперше опублікована 1995 року.